# Президентская медаль Свободы
Президентская медаль Свободы (англ. Presidential Medal of Freedom) — одна из двух высших наград США для гражданских лиц, вручаемая по решению президента США. Медалью свободы награждаются люди, «внесшие существенный вклад в безопасность и защиту национальных интересов США, в поддержание мира во всём мире, а также в общественную и культурную жизнь США и мира».

## История
Медаль была учреждена Гарри Трумэном в 1945 году для награждения за заслуги во время Второй мировой войны. В 1963 году президент Кеннеди расширил сферу награждаемых. Обычно награждение происходит 4 июля, в День независимости США. Медаль может вручаться одному человеку более одного раза (этого случая удостаивались Колин Пауэлл, Натан Щаранский и другие), а также посмертно.
В основном медаль вручается гражданам США, но были случаи вручения медали иностранным гражданам, таким как Иоанн Павел II, Нельсон Мандела, Гельмут Коль, Ангела Меркель, Стивен Хокинг, Натан Щаранский, Аун Сан Су Чжи, Лионель Месси.

## Степени
- Президентская медаль Свободы с отличием — знак медали в виде большой нагрудной звезды и широкая чрезплечная лента с розеткой, украшенной тринадцатью белыми пятиконечными звездами.
- Президентская медаль Свободы — знак медали на шейной ленте.

## Галерея

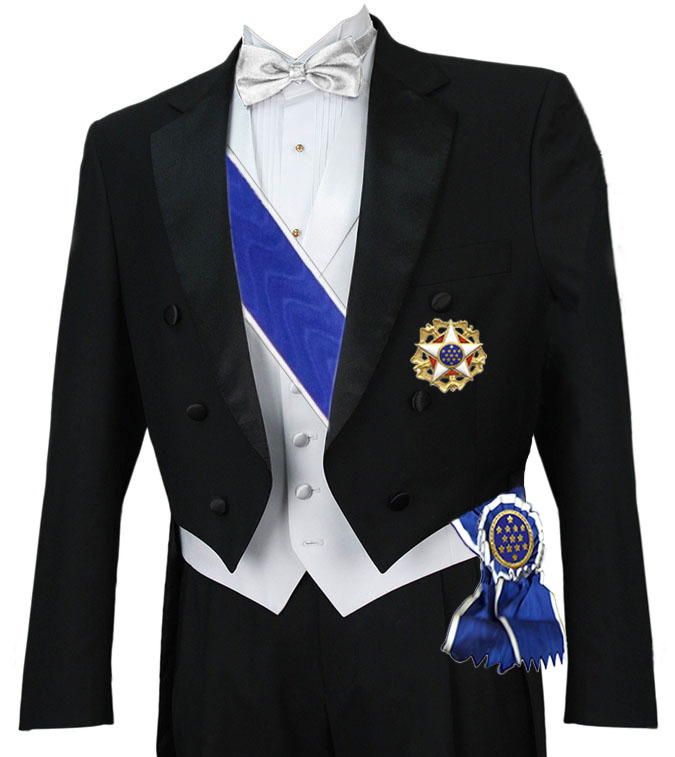
I степень медали (Лента с отличием)
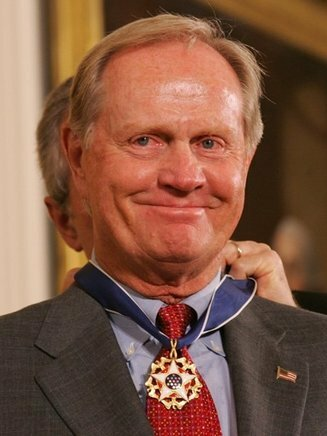
Джек Никлаус
Президент Рональд Рейган награждает мать Терезу (1985 год)
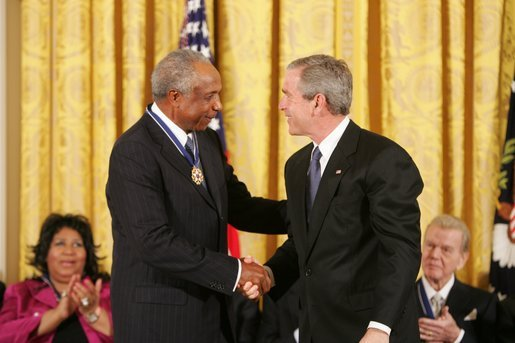
Президент Джордж Буш (младший) награждает Фрэнка Робинсона
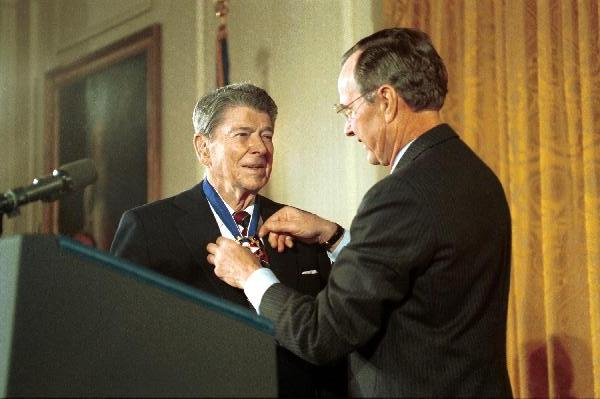
Вручение медали Рональду Рейгану (1993 год)
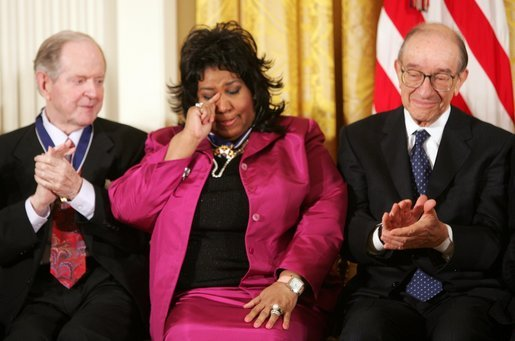
Вручение медали Арете Франклин (9 ноября 2005 года)
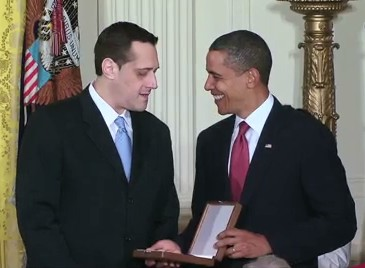
Барак Обама вручает медаль племяннику Харви Милка. (Август 2009)
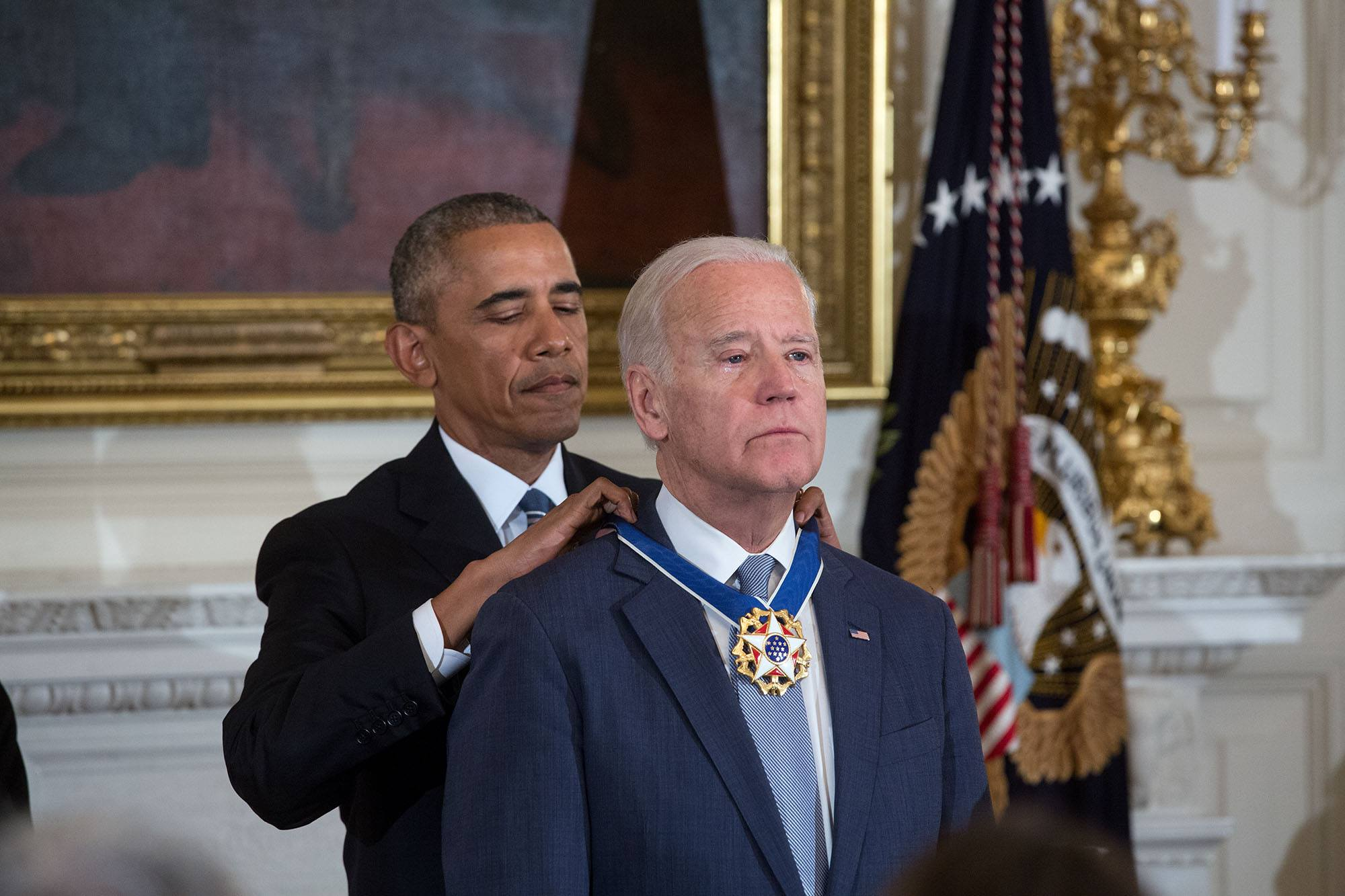
12 января 2017 года Президент США Барак Обама награждает вице-президента Байдена медалью с отличием.
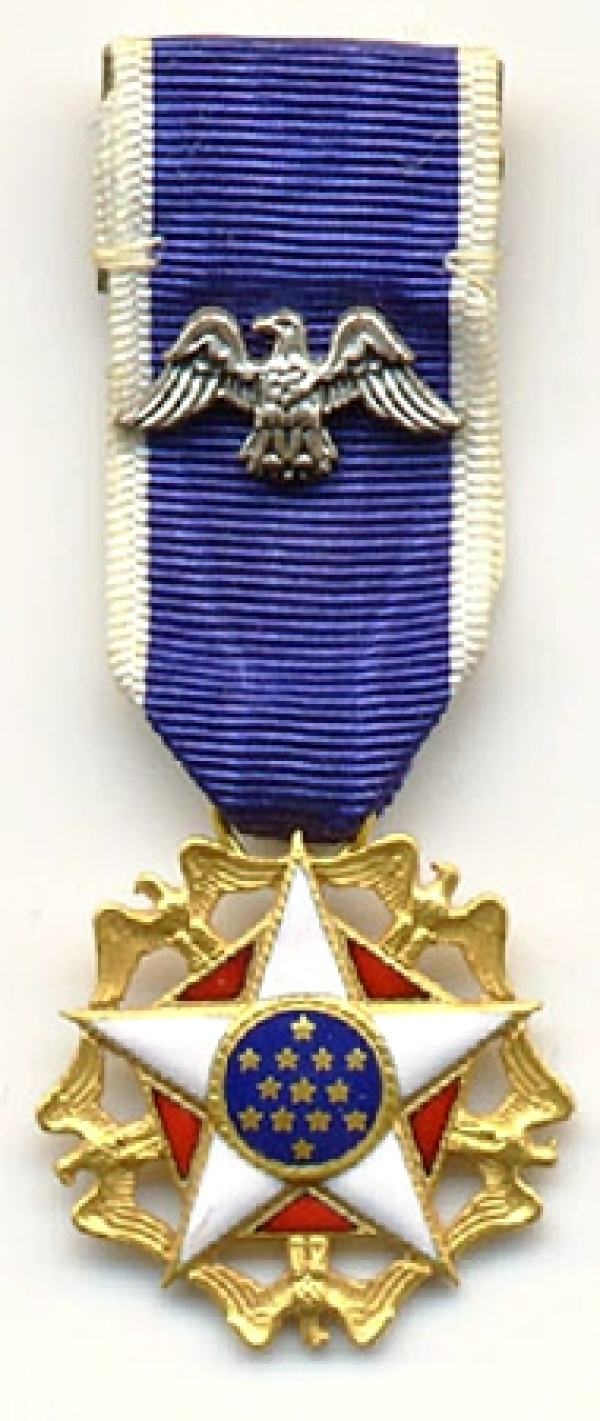
Знак медали II степени
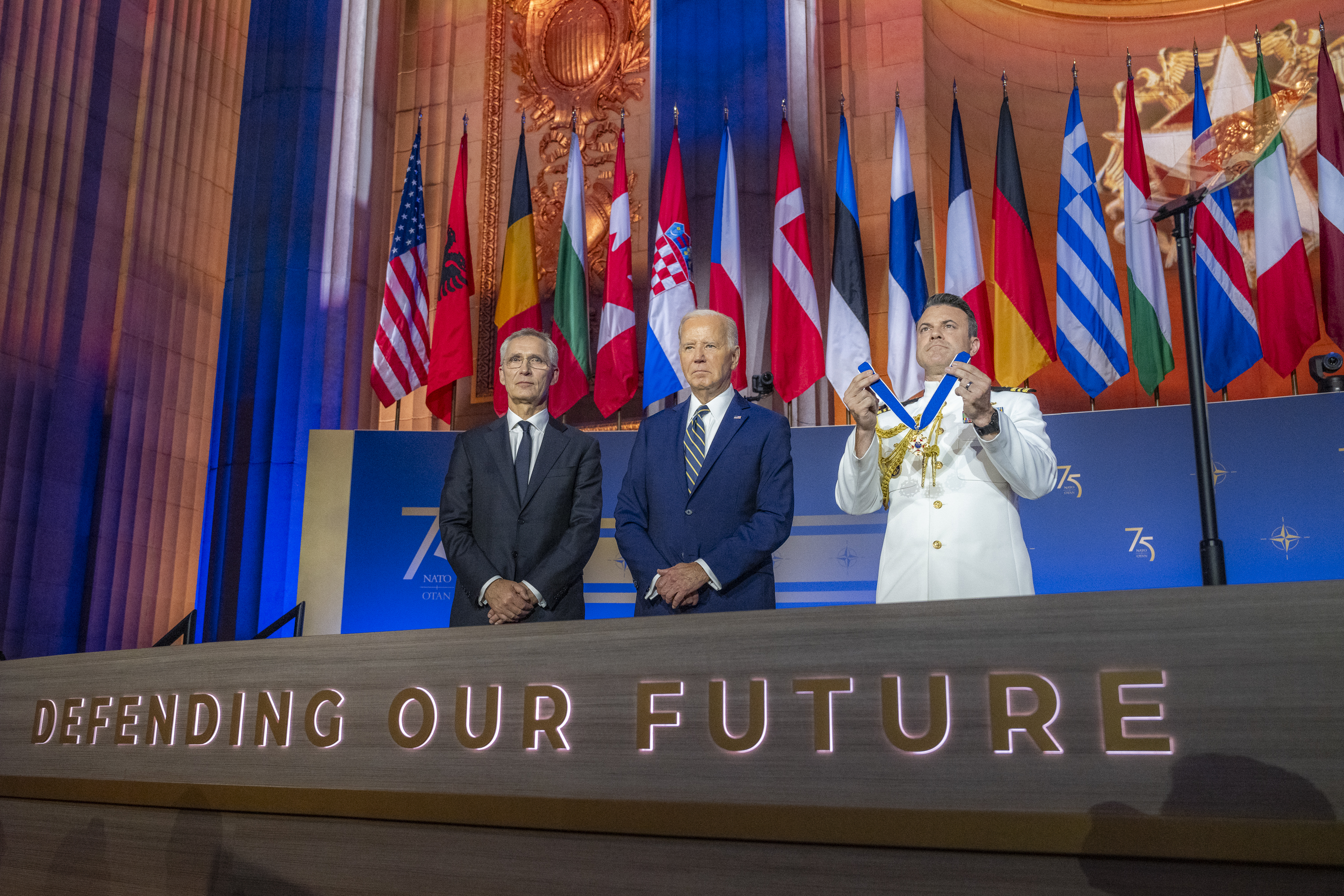
Вручение награды Йенсу Столтенбергу (9 июля 2024)